# CEAT - Cavi Elettrici e Affini Torino
La CEAT Limited (Cavi Elettrici e Affini Torino) est une société de fabrication de câbles basée à Mumbai, en Inde. 

## Historique

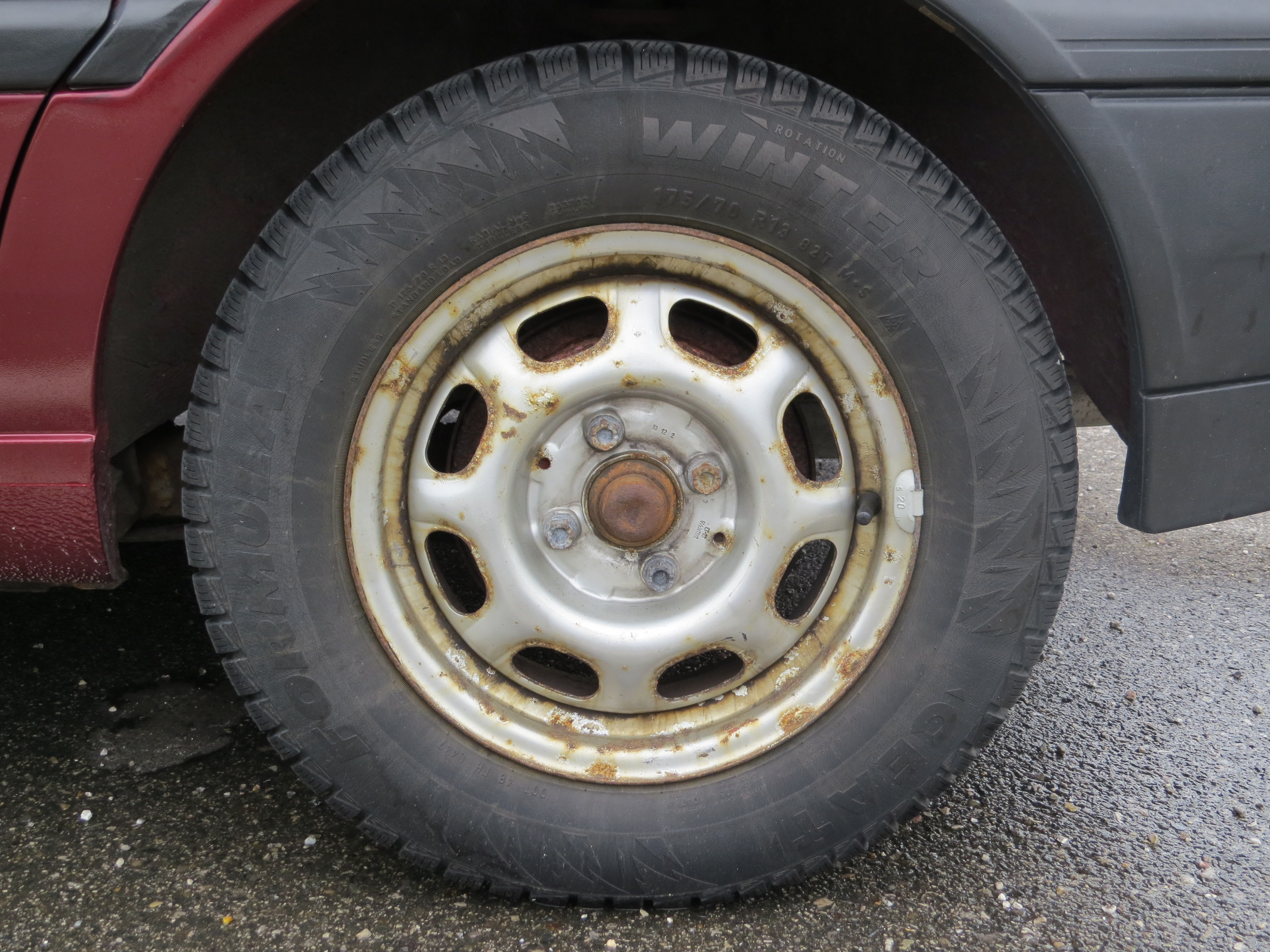
Ceat Formula Winter

La société CEAT est fondée en 1924 à Turin par Virginio Tedeschi. Alberto Bruni Tedeschi établit la fabrication en Inde en 1958. 
En 1972, la famille Bruni Tedeschi s'installe à Paris.
L'usine de câbles, qui était située dans la Leoncavallo, a été fermée en 1979, le domaine a été acquis par la ville de Turin et la marque CEAT a été vendue par Alberto Bruni Tedeschi à Pirelli.
En 1982, la division indienne de CEAT a été intégrée au RPG Group (en), détenu par le milliardaire indien Rama Prasad Goenka (en), et prit le nom de CEAT Limited.